# Cela (Chaves)
Cela é uma povoação portuguesa do Município de Chaves que foi sede da extinta Freguesia de Cela, freguesia que tinha 3,52 km² de área e 150 habitantes (2011), e, por isso, uma densidade populacional de 42,6 hab/km².
A Freguesia de Cela foi extinta em 2013, no âmbito de uma reforma administrativa nacional, tendo sido agregada às freguesias de Eiras e São Julião de Montenegro, para formar uma nova freguesia denominada União das Freguesias de Eiras, São Julião de Montenegro e Cela.

## População
| Número de habitantes | Número de habitantes | Número de habitantes | Número de habitantes | Número de habitantes | Número de habitantes | Número de habitantes | Número de habitantes | Número de habitantes | Número de habitantes | Número de habitantes | Número de habitantes | Número de habitantes | Número de habitantes | Número de habitantes |
| -------------------- | -------------------- | -------------------- | -------------------- | -------------------- | -------------------- | -------------------- | -------------------- | -------------------- | -------------------- | -------------------- | -------------------- | -------------------- | -------------------- | -------------------- |
| 1864                 | 1878                 | 1890                 | 1900                 | 1911                 | 1920                 | 1930                 | 1940                 | 1950                 | 1960                 | 1970                 | 1981                 | 1991                 | 2001                 | 2011                 |
| 290                  | 312                  | 396                  | 283                  | 285                  | 294                  | 328                  | 366                  | 373                  | 410                  | 345                  | 320                  | 250                  | 228                  | 150                  |

(Obs.: Número de habitantes "residentes", ou seja, que tinham a residência oficial nesta freguesia à data em que os censos  se realizaram.)